# Teoría del proceso dual
La teoría del proceso dual ha sido desarrollada para explicar cómo la cognición se produce como resultado de dos procesos distintos: un proceso automático, inconsciente, implícito, rápido (tipo 1) que cambia con la persuasión y la educación, y otro proceso controlado, consciente, explícito, (tipo 2), que suele tardar más tiempo para formar nuevos hábitos. Las teorías del proceso dual se pueden encontrar en la psicología social, de la personalidad, cognitiva y clínica. También se ha vinculado con la economía a través de la teoría de las perspectivas y la economía conductual, y cada vez más con la sociología a través del análisis cultural.

## Historia

### Observaciones desde la filosofía y la psiquiatría
Una de las primeras aproximaciones de un proceso mental diferente al proceso consciente fue desarrollada a inicios del siglo XIX por el filósofo Maine de Biran. De acuerdo con él, los actos habituales muy arraigados se transformaban en procesos totalmente automáticos e inconscientes, y la memoria se estaría compuesta de dos sistemas: uno habitual (dividido en memoria mecánica y memoria afectiva) y uno consciente, denominado memoria representativa.

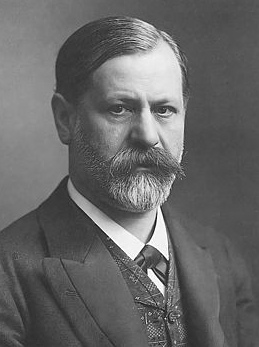
Sigmund Freud en 1905. Los términos de procesamiento «tipo 1» y «tipo 2» para aludir respectivamente a los procesos inconscientes y conscientes, se inspiraron en los opuestos proceso primario y proceso secundario freudianos.

En el mismo siglo, el XIX, varios médicos y filósofos ingleses como Thomas Laycock, William Hamilton y William Carpenter advirtieron de la presencia y relevancia de los procesos inconscientes; por ejemplo, el primero teorizó que las funciones mentales superiores se realizaban a través de procesos reflejos más complejos pero inconscientes. Hamilton, por su parte, sostuvo la idea de que la mente tenía más mecanismos de los que revelaba la consciencia y eran prueba de los procesos inconscientes los mecanismos subyacentes en la percepción, la asociación y la ejecución de actos rutinarios. De un modo similar, Carpenter desarrolló el término de «cerebración inconsciente», que hacía alusión a la actividad mental que subyace a la consciencia, y resaltó la importancia de los procesos inconscientes en la creación de ideas y en el respaldo de prejuicios no admitidos.
William James es de los primeros autores que aporta como tal en la construcción de la concepción del inconsciente cognitivo, sobre todo con sus estudios del hábito —por ejemplo, señala que con la repetición las acciones se vuelven automáticas, lo cual ayuda a liberar carga a la consciencia—.
En la psiquiatría del siglo XIX se recurre al inconsciente para explicar la emergencia de diversos trastornos mentales, como la histeria. Es en este contexto donde surge el método psicoanalítico de Sigmund Freud, a quien, de alguna manera, se le puede considerar como un teórico del proceso dual en tanto que concibe a la mente humana en relación con la interacción entre dos sistemas, uno inconsciente —que, entre muchas funciones, juega un papel importante en las motivaciones ocultas y conflictos mentales— y otro consciente/preconsciente, los cuales, además, funcionan con procesos totalmente diferentes: el primero, con un proceso primario (asociativo); y el segundo, con un proceso secundario (lógico). No obstante, el psicoanálisis dista mucho de la concepción de las modernas teorías del proceso dual. Pero a través de él se va a introducir en el léxico popular la palabra «inconsciente» y su relativo dominio sobre la conducta humana, y va a provocar, además, que ciertos sectores intelectuales tomen al término como pseudocientífico y por ello se aleje de la investigación experimental.

### Inicios de la psicología experimental, conductismo
Las primeras evidencias experimentales del procesamiento inconsciente, no exentas de controversia, fueron los estudios de la escuela de Wurzburgo realizados entre el fin del siglo XIX y a inicios del XX. De modo muy resumido, en ellos se pidió a los sujetos que asociaran una palabra mencionada por el investigador con la primera palabra que se les viniera a la mente, para después dar un informe introspectivo sobre lo que había sucedido en sus mentes, esperando que informaran una imagen que relacionara el estímulo con la respuesta —por ejemplo, si el investigador decía «huevo» y el sujeto respondía «tocino», se esperaba la comunicación de una imagen mental donde los dos objetos estuvieran asociados—. En ciertas ocasiones sucedió lo esperado, pero había algunos participantes que informaban que no existía experiencia consciente alguna en la asociación de palabras o, bien, experimentaron «pensamientos sin imágenes».
Al mismo tiempo, pero en la Inglaterra victoriana, sir Francis Galton había teorizado que una gran parte de la actividad cerebral era automática e inconsciente: a través de pruebas de asociación de palabras y de la propia introspección concluyó que la mente realizaba una amplia variedad de operaciones en un estado semiconsciente y que existían, además, funciones más profundas, en un estado fuera de la consciencia.

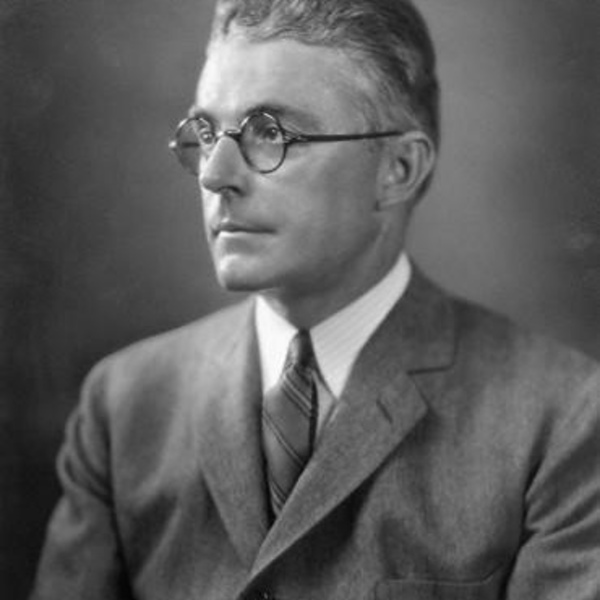
John B. Watson. El pensamiento era, en su opinión, mera subvocalización (habla interna), no más que un simple sistema de hábitos motores, del mismo modo que la vocalización.

Sin embargo, a inicios del siglo XX cuando Watson funda el conductismo, el cual limitó el estudio a la observación objetiva y erradicó por eso mismo cualquier forma de introspección y mentalismo —en resumen, toda posibilidad de describir los procesos mentales que intervienen en la conducta—, inició lo que se podría calificar como una era oscura de más de cincuenta años en la psicología. En particular, en esta rama psicológica los procesos inconscientes/automáticos —como las respuestas condicionadas o reforzadas— eran prácticamente los únicos procesos estudiados, con lo cual se dejó de lado el estudio de la consciencia debido al supuesto origen ambiental del comportamiento y por la necesidad de la introspección en su estudio. Aun así, durante el dominio de la escuela conductista hubo otras corrientes que tuvieron una naturaleza más cognitiva, como es el caso de la psicología de la Gestalt, la cual ponía mayor énfasis al estudio del pensamiento y la resolución de problemas.
En esta época, fuera del conductismo, se desarrollaron diversos estudios sobre el pensamiento y lenguaje de considerable reverencia para la «teoría del proceso dual», en tanto que el pensamiento —representante del procesamiento tipo 2, consciente— se elabora mediante el habla interna. En particular, Lev Vygotski, sobre la observación de Jean Piaget de que los niños utilizaban un «habla egocéntrica» que desaparecía gradualmente mientras crecían, reparó en que, más que desparecer el habla egocéntrica estaba siendo internalizada; se convertía, pues, en el habla interna que representaba el pensamiento mismo del sujeto. El conductismo, por su parte, tenía sus propias hipótesis sobre el lenguaje. En concreto, Burrhus F. Skinner publicó en 1957 su libro Conducta verbal, donde explicaba el lenguaje desde el condicionamiento operante; obra aclamada en su momento que, sin embargo, fue totalmente criticada en una reseña del lingüista Noam Chomsky, reseña que, por cierto, ha sido una de las «más devastadoras e influyentes en la historia de la academia», al exhibir las debilidades y las restricciones de la corriente conductista. Sería su reseña una de las varias publicaciones que prepararían el terreno para la revolución cognitiva que daría fin al dominio del mencionado enfoque.

### Psicología cognitiva, psicología social
Con la publicación de «Psicología cognitiva» de Ulric Neisser en 1967, el nuevo enfoque obtuvo su identidad, y con él se consolidó la revolución que le daba origen. Es a partir de este nuevo paradigma que el estudio ya no sólo se centra en el aprendizaje-memoria implícita sino también en el aprendizaje-memoria explícita. Ejemplo de ello son los estudios de Arthur Reber sobre el aprendizaje implícito, quien fue uno de los primeros en utilizar el término «inconsciente cognitivo» en alusión a todos aquellos procesos cognitivos fuera de la consciencia.
Para el desarrollo de la teoría del proceso dual como tal, las antiguas concepciones influyeron poco en su formulación moderna, y los primeros esbozos de la teoría surgieron de modo separado y sin mucha influencia entre sí, después de la revolución cognitiva, tanto en la psicología cognitiva como en la psicología social.
Uno de los primeros desarrollos modernos dentro de la psicología cognitiva fue la explicación de proceso dual para el razonamiento deductivo. Ésta tuvo sus orígenes en el estudio de Peter Wason y Jonathan Evans (1975) cuyo objetivo era esclarecer una discordancia observada en la aplicación de la «tarea de selección de Wason», ya que los participantes elegían las tarjetas de acuerdo con un «sesgo de emparejamiento», pero daban explicaciones sobre sus elecciones que sonaban racionales; se concluyó que los sujetos respondían por un inconsciente sesgo de emparejamiento que se racionalizaba post hoc cuando realizaban los informes introspectivos.
El reconocimiento de la competencia entre procesos lógicos (tipo 2) y procesos segados no lógicos (tipo 1) para controlar el comportamiento en tareas de razonamiento deductivo, fue lo que impulsó el desarrollo de las teorías del proceso dual del razonamiento y el posterior desarrollo de la «teoría heurístico-analítica» de Evans.
Por otro lado, para el desarrollo de las teorías del proceso dual en la psicología social, del mismo modo que había sucedido en el estudio del razonamiento, era necesario explicar una disociación, en este caso, entre las actitudes manifestadas de manera explícita y el comportamiento social. Pero a diferencia de las teorías del razonamiento, los psicólogos sociales se sirvieron de los desarrollos dentro de la psicología cognitiva, como la distinción entre el procesamiento automático y controlado por John Bargh, para formular sus explicaciones.
Dentro de esta rama psicológica, Richard E. Petty y John Cacioppo (1986), propusieron el «modelo de probabilidad de elaboración de la persuasión». En su teoría, existen dos rutas distintas para la persuasión en la toma de decisiones. La primera ruta se conoce como ruta central y tiene lugar cuando una persona piensa detenidamente sobre una situación, elabora la información que se le proporciona y crea un argumento. Esta ruta ocurre cuando la motivación y la capacidad de un individuo son altas. La segunda ruta se conoce como ruta periférica y tiene lugar cuando una persona no piensa detenidamente en una situación y utiliza atajos para emitir juicios. Esta ocurre cuando la motivación o la capacidad de un individuo son bajas.

## Teorías

### Modelo de aprendizaje de proceso dual
Ron Sun propuso un modelo de aprendizaje de proceso dual llamado CLARION, que reinterpretó datos de comportamiento en estudios psicológicos del aprendizaje implícito y la adquisición de habilidades en general. La teoría resultante es interactiva y de dos niveles, y está basada en la idea de la interacción del aprendizaje de reglas explícito de una sola vez (aprendizaje explícito) y el ajuste implícito gradual a través del refuerzo (aprendizaje implícito), y explica muchos procesos cognitivos anteriormente inexplicados, basados en la interacción del aprendizaje implícito y explícito.
Una teoría aplicada al aprendizaje grupal es el «modelo de doble objetivo de aprendizaje cooperativo». Supone la participación activa del profesor para realizar el seguimiento del grupo durante toda su extensión hasta la finalización exitosa del producto. El tutor se centra en la eficacia de las prácticas cognitivas y afectivas dentro del entorno de aprendizaje cooperativo del grupo; actúa como asistente del grupo fomentando sus ideas y comportamientos afectivos positivos; permanece vigilando continuamente la mejora en el desarrollo del producto por parte del grupo y las interacciones entre los estudiantes; e intervendrá para dar retroalimentación sobre las formas en que los estudiantes pueden contribuir mejor afectiva o cognitivamente al grupo en su conjunto. El objetivo es fomentar un sentido de comunidad entre el grupo y al mismo tiempo crear un producto competente que sea la culminación de las ideas únicas de cada estudiante.

### Codificación dual
Allan Paivio ha desarrollado una teoría de procesamiento de información de codificación dual, según la cual la cognición implica la actividad coordinada de dos sistemas independientes pero conectados: un sistema no verbal, desarrollado antes en términos evolutivos, y un sistema verbal especializado en manejar el lenguaje, ambos dependientes de distintas áreas cerebrales. Paivio ha encontrado evidencia de que las imágenes visuales no verbales se procesan de modo más eficiente y son aproximadamente el doble de memorables. Además, los sistemas verbal y no verbal son aditivos, por lo que se puede mejorar la memoria utilizando ambos tipos de información durante el aprendizaje. Esta afirmación de codificación dual aditiva es compatible con la evidencia de que el pensamiento verbalizado no necesariamente supera las intuiciones o heurísticas defectuosas comunes, como los estudios que muestran que pensar en voz alta durante las pruebas de heurísticas y sesgos no necesariamente mejoró el desempeño en la prueba.

### Teoría del sistema dual del razonamiento

#### Trasfondo
Estas explicaciones postulan la existencia de dos sistemas cognitivos subyacentes al pensamiento y al razonamiento y que estos diferentes sistemas se desarrollaron a través de la evolución. Estos sistemas a menudo se denominan «implícitos» y «explícitos» o por los más neutrales, «Sistema 1» y «Sistema 2», acuñados por Keith Stanovich y Richard West. No obstante, estos sistemas o procesos presentan múltiples nombres y propiedades diferentes.

#### Sistema 1
John Bargh reconceptualizó la noción de proceso automático dividiendo el término en cuatro componentes: consciencia, intencionalidad, eficiencia y controlabilidad. Hay tres maneras en que una persona puede ser inconsciente de un proceso mental: no ser consciente de la presencia del estímulo (subliminal), cómo se categoriza o interpreta el estímulo (inconsciencia en la activación de estereotipos o constructos de rasgos), o el efecto que tiene el estímulo sobre los juicios o acciones de la persona (atribución errónea). Un proceso mental también puede ser identificado como automático en tanto que éste no sea intencional, es decir, que el proceso no sea iniciado conscientemente. Del mismo modo, puede ser automático en tanto que si es eficiente, es decir, si requiere pocos recursos. El cuarto componente es la controlabilidad, que es la capacidad de la persona para detener un proceso. Un proceso automático es incontrolable, lo que significa que el proceso se ejecutará hasta su finalización y la persona no podrá detenerlo. Bargh conceptualizó la automaticidad como una visión componente (cualquier combinación de conciencia, intención, eficiencia y control) en contraposición al concepto histórico de automaticidad como una dicotomía de todo o nada.
El Sistema 1 (que es comparable a la intuición) es más preciso en áreas donde la persona ha recopilado una gran cantidad de datos con retroalimentación confiable y rápida, como la dinámica social, o incluso dominios cognitivos en del que se ha vuelto experta o incluso simplemente se ha familiarizado.

#### Sistema 2
El Sistema 2 es reciente en términos evolutivos y se especula que es específico del ser humano. También se le conoce como sistema «explícito», «basado en reglas», «racional» o «analítico». Es el sistema que lleva a cabo el pensamiento más lento y secuencial, es de dominio general y se realiza en el sistema de memoria de trabajo central, por lo que presenta una capacidad limitada. Se le conoce como sistema racional porque razona según estándares lógicos. También tiene las características de ser controlado y exigente en cuanto a capacidad cognitiva.

#### Visión general
De un modo general, se puede esquematizar las propiedades regularmente asociadas con los sistemas cognitivos duales de la siguiente manera:
| Sistema 1                                    | Sistema 2                             |
| -------------------------------------------- | ------------------------------------- |
| Antiguo en términos evolutivos               | Nuevo en términos evolutivos          |
| Compartido con animales                      | Distintivamente humano                |
| Inconsciente, preconsciente                  | Consciente                            |
| Automático                                   | Controlado, voluntario                |
| Rápido, paralelo                             | Lento, en serie                       |
| Independiente del lenguaje                   | Asociado con el lenguaje              |
| Asociativo                                   | Basado en reglas                      |
| Basado en creencias, razonamiento pragmático | Abstracto, razonamiento lógico        |
| Conocimiento implícito                       | Conocimiento explícito                |
| Independiente de la capacidad cognitiva      | Dependiente de la capacidad cognitiva |
| Subpersonal                                  | Personal                              |

## Psicología social
El proceso dual ha sido investigado en la psicología social en los temas como los estereotipos, la categorización y el juicio. No obstante, el tema más investigado ha sido la percepción que una persona tiene de otra, por ejemplo, clasificándola por edad, género, raza o rol. Según Neuberg y Fiske (1987), un perceptor que recibe bastante cantidad de información sobre el sujeto objetivo utilizará su categoría mental formal (inconsciente) como base para juzgarla. Cuando el perceptor está distraído, tiene que prestar más atención a la información objetivo (consciente). La categorización es el proceso básico de los estereotipos en el que las personas se clasifican en grupos sociales con estereotipos específicos asociados. Con la categorización se es posible recuperar el juicio de las personas automáticamente sin intención ni esfuerzo subjetivo. La actitud hacia el objetivo también puede ser activada por este. John Bargh ha sostenido que prácticamente todas las actitudes, incluso las más débiles, son capaces de activarse de modo automático. Ya sea que la actitud se forme inconsciente o conscientemente, aún puede sesgar el procesamiento posterior de la información sobre el objeto y dirigir las acciones de los perceptores con respecto a éste. Según Shelly Chaiken, el procesamiento heurístico es la activación y aplicación de reglas de juicio y se supone que las heurísticas se aprenden y almacenan en la memoria. Se utiliza cuando las personas toman decisiones accesibles como «los expertos siempre tienen razón» (Sistema 1) y el procesamiento sistemático está inactivo cuando los individuos examinan con esfuerzo toda la información relevante que requiere pensamiento cognitivo (Sistema 2). De modo que ambos procesos influye en el ámbito del cambio de actitud y la influencia.
La teoría del pensamiento inconsciente es la visión contraintuitiva y controvertida de que la mente inconsciente está adaptada a la toma de decisiones muy complejas. Mientras que la mayoría de los modelos de sistemas duales definen el razonamiento complejo como el dominio del pensamiento consciente y esforzado, esta teoría sostiene que es mejor abordar las cuestiones complejas de forma inconsciente.[cita requerida]

### Estereotipos
Los modelos de estereotipos de proceso dual proponen que cuando se percibe a un sujeto, los estereotipos más destacados que puedan aplicarse a él se activan automáticamente, lo que guiará el comportamiento si no tiene lugar otra motivación o cognición; en caso de existir, se puede inhibir el uso de estereotipos con procesos controlados. Devine (1989) proporcionó evidencia de la teoría del proceso dual de los estereotipos en una serie de tres estudios. El primer estudio encontró que los prejuicios encontrados no estaban relacionados con el conocimiento de los estereotipos culturales de los afroamericanos. El segundo estudio mostró que los sujetos utilizaban estereotipos activados automáticamente en sus juicios independientemente del nivel de prejuicio. Se preparó a los participantes con palabras estereotipadas relevantes o no relevantes y luego se les pidió que calificaran la hostilidad de un objetivo de una raza no especificada que estaba realizando comportamientos ambiguamente hostiles. Independientemente del nivel de prejuicio, los participantes que fueron preparados con palabras más relevantes para los estereotipos dieron calificaciones de hostilidad más altas hacia el objetivo ambiguo. El tercer estudio investigó si las personas pueden controlar el uso de estereotipos activando creencias personales. Los participantes con pocos prejuicios a los que se les pidió que catalogaran a los afroamericanos especificaron más ejemplos positivos que los que tenían mayor cantidad de prejuicios.

### Teoría de la gestión del terrorismo y  proceso dual
Según los psicólogos Pyszczynski, Greenberg y Solomon, el modelo de proceso dual, en relación con la teoría del manejo del terror, identifica dos sistemas mediante los cuales el cerebro gestiona el miedo a la muerte: distal y proximal. El primer tipo cae en la categoría del sistema 1 porque son inconscientes, mientras que las defensas proximales caen en la categoría del sistema 2 porque opera con pensamiento consciente. Sin embargo, un trabajo reciente del proyecto ManyLabs ha demostrado que el efecto de prominencia de la mortalidad no se ha logrado replicar (ManyLabs intenta replicar un hallazgo teórico fundamental en múltiples laboratorios, en este caso algunos de estos laboratorios incluyeron aportes de los teóricos originales del manejo del terror).
| Defensas distales | Defensas proximales                                                                                        |
| --- | --- |
| Lidian con ideas abstractas y subconscientes sobre la muerte. | Lidian con pensamientos conscientes de muerte al nivel de una amenaza específica.                          |
| Experiencial. | Racional.                                                                                                  |
| Ocurren cuando la mortalidad no es destacada. | Ocurren inmediatamente después de un recordatorio directo o amenaza de muerte.                             |
| Ocurren en respuesta a recordatorios subliminales de la muerte. | No ocurre después de recordatorios subliminales de la muerte.                                              |
| Operan mediante la autoconcepción como parte de una realidad que trasciende la muerte (es decir, pensar en uno mismo como parte de una cultura que perdurará más allá de la propia vida). | Operan empujando pensamientos de muerte hacia un futuro lejano y eliminándolos del pensamiento consciente. |

### Habituación y proceso dual
La habituación puede ser descrita como una respuesta disminuida a un estímulo repetido. Según Groves y Thompson, el proceso de habituación emula un proceso dual, por lo que su teoría del proceso dual de la habituación conductual se basa en dos procesos subyacentes (no conductuales): la depresión y la facilitación con la fuerza relativa de uno sobre el otro determinando si se observa o no habituación o sensibilización en el comportamiento. La habituación debilita de modo inconsciente la intensidad de un estímulo repetido a través del tiempo, de modo que una persona prestará al estímulo una atención menos consciente. En cambio, la sensibilización fortalece subconscientemente un estímulo con el tiempo, por lo que se le da al estímulo una atención más consciente. Sin embargo, estos sistemas son inconscientes, lo que difiere un poco con la teoría del proceso dual. Aun así, estos dos sistemas interactúan para ayudar a las personas a comprender su entorno fortaleciendo algunos estímulos y disminuyendo otros.

### Cognición de proceso dual y dirección
Según Walker, el sistema 1 funciona como un procesador de dirección cognitiva en serie para el sistema 2, en lugar de un sistema paralelo. En estudios repetidos a gran escala con estudiantes de escuela, Walker probó cómo los estudiantes ajustaban su autooperación imaginada en diferentes materias del plan de estudios de matemáticas, ciencias e inglés. Demostró que los estudiantes ajustan consistentemente los sesgos de su autorrepresentación heurística a estados específicos para las diferentes materias del plan de estudios. El modelo de dirección cognitiva propone que, para procesar datos ambientales epistémicamente variados, se requiere un sistema de orientación heurística para alinear los datos ambientales entrantes variados con los procesos algorítmicos neuronales existentes. La capacidad de simulación asociativa del cerebro, centrada en la imaginación, juega un papel integrador para realizar esta función. La evidencia de la formación de conceptos en etapas tempranas y la futura autooperación dentro del hipocampo respalda el modelo. En el modelo de dirección cognitiva, un estado consciente surge de una simulación asociativa esforzada, necesaria para alinear datos novedosos con precisión con la memoria remota, a través de procesos algorítmicos posteriores. Por el contrario, la automaticidad inconsciente rápida está constituida por sesgos de simulación no regulados, que inducen errores en procesos algorítmicos posteriores. La frase «basura que entra, basura que sale» se utiliza para explicar el procesamiento heurístico erróneo: siempre se producirán errores si la precisión de la recuperación inicial y la ubicación de los datos no se autorregula adecuadamente.

### Aplicación en el comportamiento económico
Según Alos-Ferrer y Strack, este tipo de teorías son relevantes en la toma de decisiones económicas a través del modelo del yo múltiple, en el que el autoconcepto de una persona se compone de múltiples yoes según el contexto. Por ejemplo, una persona como estudiante puede ser trabajador e inteligente, pero como hermano puede ser cariñoso y comprensivo. La toma de decisiones implica el uso de procesos tanto automáticos como controlados, pero también depende de la persona y la situación, y dadas las experiencias y la situación actual de una persona, el proceso de decisión puede diferir. Dado que hay dos procesos de decisión con objetivos diferentes, es más probable que uno sea más útil en situaciones particulares. Por ejemplo, a una persona se le presenta una decisión que involucra un motivo egoísta pero racional y un motivo social. Dependiendo de cada sujeto uno de los motivos será más atractivo que el otro, pero dependiendo de la situación la preferencia por un motivo u otro puede cambiar. Utilizando la teoría del proceso dual es importante considerar si un motivo es más automático que el otro, y en este caso particular la automaticidad dependería del sujeto y sus experiencias. Una persona egoísta puede elegir el motivo egoísta con más automaticidad que una persona no egoísta y, sin embargo, un proceso controlado aún puede pesar más que esto en función de factores externos como la situación, las ganancias monetarias o la presión social. Aunque es probable que exista una preferencia estable sobre el motivo que se seleccionará según la persona, es importante recordar que los factores externos influirán en la decisión. La teoría del proceso dual también proporciona una fuente diferente de heterogeneidad conductual en economía. En economía se supone principalmente que esta heterogeneidad proviene de diferencias en el gusto y la racionalidad, mientras que la teoría del proceso dual indica consideraciones necesarias sobre qué procesos están automatizados y cómo estos diferentes procesos pueden interactuar dentro de la toma de decisiones.

### Psicología moral
Se dice que los juicios morales se explican en parte por la teoría del proceso dual. En los dilemas morales se presentan dos opciones moralmente desagradables,  Por ejemplo, ¿se debe sacrificar una vida para salvar muchas vidas o simplemente dejar que se pierdan muchas vidas? Los teóricos del proceso dual han argumentado que sacrificar algo de valor moral para evitar un resultado peor (a menudo llamada opción «utilitaria») implica un razonamiento más reflexivo que la opción más pacifista (también conocida como opción «deontológica»). Sin embargo, alguna evidencia sugiere que este no es siempre el caso, puesto que la reflexión a veces puede aumentar las respuestas de rechazo-daño, y también se correlaciona con respuestas tanto sacrificiales como pacifistas (pero no más antisociales). Por eso, algunos han propuesto que las tendencias al sacrificio por el bien común o al pacifismo se explican mejor por factores además de los dos procesos propuestos por los teóricos del proceso dual.

### Religiosidad
Varios estudios han encontrado que el rendimiento en pruebas diseñadas para requerir el pensamiento del Sistema 2 (pruebas de reflexión) puede predecir diferencias en las tendencias filosóficas, incluida la religiosidad (el grado en que una persona informa estar involucrado en una religión organizada). Este efecto de «ateo analítico» se ha encontrado incluso entre muestras de personas que incluyen filósofos académicos. Sin embargo, algunos estudios detectan esta correlación entre el ateísmo y el pensamiento reflexivo del Sistema 2 sólo en algunos de los países que estudian, lo que sugiere que no es sólo el pensamiento intuitivo y reflexivo el que predice la variación en la religiosidad, sino también las diferencias culturales.

## Evidencia

### Efecto del sesgo de creencias
Un sesgo de creencia es la tendencia a juzgar la fuerza de los argumentos basándose en la plausibilidad de su conclusión en lugar de en la fuerza con la que apoyan esa conclusión. La evidencia sugiere que este sesgo resulta de la competencia entre procesos lógicos (Sistema 2) y basados en creencias (Sistema 1) durante la evaluación de argumentos.
Los estudios sobre el efecto del sesgo de creencias fueron diseñados por primera vez por Jonathan Evans para crear un conflicto entre el razonamiento lógico y el conocimiento previo sobre la verdad de las conclusiones. Se pide a los participantes que evalúen silogismos que son: argumentos válidos con conclusiones creíbles, argumentos válidos con conclusiones increíbles, argumentos inválidos con conclusiones creíbles y argumentos inválidos con conclusiones increíbles. Se les dice a los participantes que sólo estén de acuerdo con las conclusiones que se derivan lógicamente de las premisas dadas. Los resultados sugieren que cuando la conclusión es creíble, las personas aceptan erróneamente conclusiones inválidas como válidas con más frecuencia que argumentos inválidos que respaldan conclusiones desagradables. Esto sugiere que las creencias del Sistema 1 están interfiriendo con la lógica del Sistema 2.

### Pruebas con memoria de trabajo
De Neys realizó un estudio que manipulaba la capacidad de la memoria de trabajo mientras se respondían problemas de silogística. Esto se hizo sobrecargando los procesos ejecutivos con tareas secundarias. Los resultados mostraron que cuando el Sistema 1 desencadenó la respuesta correcta, la tarea distractora no tuvo ningún efecto en la producción de una respuesta correcta, lo que respalda el hecho de que el Sistema 1 es automático y funciona independientemente de la memoria de trabajo, pero cuando estaba presente el sesgo de creencia (La respuesta basada en creencias del Sistema 1 fue diferente de la respuesta lógicamente correcta del Sistema 2) el desempeño de los participantes se vio impedido por la menor disponibilidad de memoria de trabajo. Esto concuerda con el conocimiento sobre el Sistema 1 y el Sistema 2 de las explicaciones de razonamiento del proceso dual porque se demostró que el Sistema 1 funciona independientemente de la memoria de trabajo, y el Sistema 2 se vio impedido debido a la falta de espacio en la memoria de trabajo, por lo que el Sistema 1 se hizo cargo, lo cual resultó en un sesgo de creencia.

### Estudios con resonancia magnética funcional

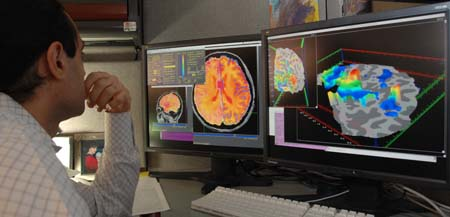
Investigador realizando prueba con resonancia magnética funcional.

Vinod Goel y otros encontraron evidencia neuropsicológica para explicaciones de razonamiento de proceso dual utilizando estudios de resonancia magnética funcional. Proporcionaron pruebas de que partes anatómicamente distintas del cerebro eran responsables de los dos tipos diferentes de razonamiento. Descubrieron que el razonamiento basado en contenidos provocaba la activación del hemisferio temporal izquierdo, mientras que el razonamiento de problemas formales abstractos activaba el sistema parietal. Concluyeron que diferentes tipos de razonamiento, dependiendo del contenido semántico, activaban uno de dos sistemas diferentes en el cerebro.
Un estudio similar incorporó fMRI durante una prueba de sesgo de creencias. Descubrieron que diferentes procesos mentales competían por el control de la respuesta a los problemas planteados en la prueba de sesgo de creencias. La corteza prefrontal fue fundamental para detectar y resolver conflictos, que son característicos del Sistema 2, y que ya se había asociado con ese sistema. La corteza prefrontal medial ventral, conocida por estar asociada con las respuestas más intuitivas o heurísticas del Sistema 1, era el área que competía con la corteza prefrontal.

### Espectroscopía de infrarrojo cercano
Tsujii y Watanabe realizaron un estudio de seguimiento del experimento de resonancia magnética funcional de Goel y Dolan. Examinaron los correlatos neuronales en la actividad de la corteza frontal inferior (CFI) en el razonamiento con sesgo de creencias utilizando espectroscopía de infrarrojo cercano (NIRS, por sus siglas en inglés). Los sujetos realizaron una tarea de razonamiento silogístico, utilizando silogismos congruentes e incongruentes, mientras atendían una tarea secundaria que demandaba atención. El interés de los investigadores estaba en cómo las tareas secundarias cambiaban la actividad del CFI durante procesos de razonamiento congruentes e incongruentes. Los resultados mostraron que los participantes obtuvieron mejores resultados en la prueba de congruencia que en la prueba de incongruencia (evidencia de sesgo de creencias); la prueba secundaria de alta demanda perjudicó el razonamiento incongruente más que el razonamiento congruente. Los resultados del NIRS mostraron que el CFI derecho se activaba más durante los ensayos incongruentes. Los participantes con una actividad CFI derecha mejorada obtuvieron mejores resultados en el razonamiento incongruente que aquellos con una actividad CFI derecha disminuida. Este estudio proporcionó cierta evidencia para mejorar los resultados de la resonancia magnética funcional de que el CFI derecho, específicamente, es fundamental para resolver razonamientos conflictivos, pero que también exige atención; su eficacia disminuye con la pérdida de atención. La pérdida de efectividad en el Sistema 2 después de la pérdida de atención hace que la heurística automática del Sistema 1 tome el control, lo que resulta en un sesgo de creencia.

### Sesgo de emparejamiento
El sesgo de emparejamiento es una heurística no lógica. El sesgo de emparejamiento se describe como una tendencia a utilizar la coincidencia del contenido léxico de la afirmación sobre la cual se está razonando, para ser visto como información relevante y hacer lo contrario también, se ignora la información relevante que no coincide. Afecta principalmente a problemas con contenido abstracto. No implica conocimientos ni creencias previas, pero aún se considera una heurística del Sistema 1 que compite con el Sistema lógico 2.

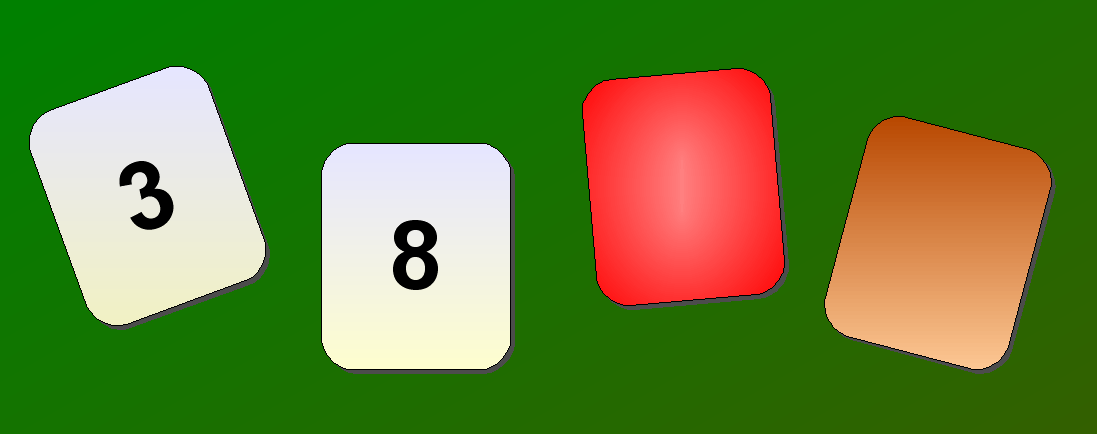
Ejemplo de la tarea de selección de Wason.

La tarea de selección de Wason proporciona evidencia del sesgo de emparejamiento. La prueba está diseñada como una medida de la capacidad de pensamiento lógico de una persona. El desempeño en la tarea de selección de Wason es sensible al contenido y contexto en el que se presenta. Si introduce un componente negativo en la declaración condicional de la tarea de selección de Wason, por ejemplo «Si hay una A en un lado de la tarjeta, entonces no hay un 3 en el otro lado», hay una fuerte tendencia a elegir tarjetas que coincidan con los elementos en condición negativa a probar, independientemente de su estado lógico. Cambiar la prueba para que sea una prueba de seguir reglas en lugar de verdad y falsedad es otra condición en la que los participantes ignorarán la lógica porque simplemente seguirán la regla, por ejemplo, cambiar la prueba para que sea una prueba de un oficial de policía que busca bebedores menores de edad. La tarea original es más difícil porque requiere pensamiento lógico explícito y abstracto del Sistema 2, y la prueba del oficial de policía se basa en conocimientos previos relevantes del Sistema 1.
Los estudios han demostrado que se puede entrenar a las personas para que inhiban el sesgo de emparejamiento, lo que proporciona evidencia neuropsicológica para la teoría del razonamiento del proceso dual. Cuando se comparan las pruebas antes y después del entrenamiento, hay evidencia de un desplazamiento hacia adelante en el área cerebral activada. Los resultados previos a la prueba mostraron activación en ubicaciones a lo largo de la vía ventral y los resultados posteriores a la prueba mostraron activación alrededor de la corteza prefrontal ventromedial y el cingulado anterior. También se ha demostrado que el sesgo de emparejamiento se generaliza al razonamiento silogístico.

### Evolución
Los teóricos del proceso dual afirman que el Sistema 2, un sistema de razonamiento de propósito general, evolucionó tarde y trabajó junto con los subsistemas autónomos más antiguos del Sistema 1. El éxito del Homo sapiens demuestra que sus capacidades cognitivas son superiores a las de otros homínidos. Mithen teoriza que el aumento de la capacidad cognitiva se produjo hace 50 000 años, cuando se documentaron por primera vez el arte representacional, las imágenes y el diseño de herramientas y artefactos. Ella plantea la hipótesis de que este cambio se debió a la adaptación del Sistema 2.
La mayoría de los psicólogos evolucionistas no están de acuerdo con los teóricos del proceso dual. Afirman que la mente es modular y de dominio específico, por lo que no están de acuerdo con la teoría de la capacidad de razonamiento general del Sistema 2. Les resulta difícil estar de acuerdo en que hay dos formas distintas de razonar y que una es evolutivamente antigua y la otra es nueva. Para aliviar este malestar, la teoría es que una vez que el Sistema 2 evolucionó, se convirtió en un sistema de «correa larga» sin mucho control genético que permitió a los humanos perseguir sus objetivos individuales.

### Problemas con la explicación del razonamiento de proceso dual
La explicación del razonamiento según el proceso dual es una teoría antigua, como se señaló anteriormente. Pero según Evans se ha adaptado del viejo paradigma logicista a las nuevas teorías que se aplican también a otros tipos de razonamiento. Y la teoría parece más influyente ahora que en el pasado, lo cual es cuestionable. Evans describió cinco «falacias»:
1. Todas las teorías del proceso dual son esencialmente iguales. Existe una tendencia a asumir que todas las teorías que proponen dos modos o estilos de pensamiento están relacionadas y, por lo tanto, terminan agrupadas bajo el término general de «teorías de proceso dual».
2. Sólo hay dos sistemas subyacentes al procesamiento del Sistema 1 y del Sistema 2. Es evidente que hay más de dos sistemas cognitivos subyacentes al desempeño de las personas en tareas de procesamiento dual. De ahí el cambio a la teorización de que el procesamiento se realiza en dos mentes que tienen diferentes historias evolutivas y que cada una tiene múltiples subsistemas.
3. Los procesos del Sistema 1 son responsables de los sesgos cognitivos; Los procesos del Sistema 2 son responsables de una respuesta normativamente correcta. Tanto el procesamiento del Sistema 1 como el del Sistema 2 pueden conducir a respuestas normativas y ambos pueden implicar sesgos cognitivos.
4. El procesamiento del Sistema 1 está contextualizado mientras que el procesamiento del Sistema 2 es abstracto.[70] Investigaciones recientes han descubierto que las creencias y el contexto pueden influir en el procesamiento del Sistema 2 así como en el Sistema 1.[71]
5. El procesamiento rápido indica el uso de procesos del Sistema 1 en lugar de los procesos del Sistema 2. El hecho de que un procesamiento sea rápido no significa que lo realice el Sistema 1. La experiencia y las diferentes heurísticas pueden influir en que el procesamiento del Sistema 2 sea más rápido.[70]

Otro argumento contra las explicaciones de proceso dual para el razonamiento, esbozado por Osman, es que la dicotomía propuesta del Sistema 1 y el Sistema 2 no se adapta adecuadamente a la gama de procesos realizados. Moshman propuso que debería haber cuatro tipos posibles de procesamiento en lugar de dos. Serían procesamiento heurístico implícito, procesamiento implícito basado en reglas, procesamiento heurístico explícito y procesamiento explícito basado en reglas. Otra división detallada es la siguiente: procesos implícitos centrados en la acción, procesos implícitos no centrados en la acción, procesos explícitos centrados en la acción y procesos explícitos no centrados en la acción (es decir, una división en cuatro direcciones que refleja tanto la distinción implícito-explícito como la distinción procesal-declarativa).
En respuesta a la pregunta de si existen tipos de procesamiento dicotómicos, muchos han propuesto en cambio un marco de sistema único que incorpora una continuidad entre procesos implícitos y explícitos.

## Modelo alternativo
El continuo dinámico graduado (DGC, por sus siglas en inglés), propuesto originalmente por Cleeremans y Jiménez, es un marco de sistema único alternativo a la explicación del razonamiento de proceso dual. No se ha aceptado como mejor que la teoría del proceso dual; en cambio, se suele utilizar como comparación con la que se puede evaluar el modelo de proceso dual. La DGC propone que las diferencias en la representación generan variación en las formas de razonamiento sin asumir un marco de sistemas múltiples. Describe cómo las propiedades graduadas de las representaciones que se generan durante el razonamiento dan como resultado los diferentes tipos de razonamiento. Separa términos como procesamiento implícito y automático donde el modelo de proceso dual usa los términos indistintamente para referirse a todo el Sistema 1. En cambio, la DGC utiliza un continuo de razonamiento que va del implícito al explícito y al automático.

## Teoría de la representación borrosa o rastro difuso
Según la teoría de la memoria y el razonamiento de la representación borrosa de Charles Brainerd y Valerie Reyna, las personas tienen dos representaciones de la memoria: verbatim y quid. Verbatim es la memoria de información superficial (por ejemplo, las palabras de esta oración), mientras que quid es la memoria de información semántica (por ejemplo, el significado de esta oración).
Esta teoría del proceso dual postula que se codifica, se almacena, se recupera y se olvida la información en estos dos rastros de memoria por separado y de forma completamente independiente entre sí. Además, los dos rastros de la memoria decaen a ritmos diferentes: verbatim decae rápidamente, mientras que quid dura más.
En términos de razonamiento, la teoría del rastro difuso postula que a medida que las personas maduran, confían cada vez más en la información quid que en la información verbatim. La evidencia de esto se encuentra en experimentos de encuadre donde los efectos del encuadre se vuelven más fuertes cuando la información verbatim (porcentajes) se reemplaza con descripciones quid. Otros experimentos descartan predicciones de la teoría de las perspectivas (ampliada y original), así como de otras teorías actuales sobre el juicio y la toma de decisiones.